# Ole Hegge
Ole Johan Hegge (* 3. September 1898 in Bardu; † 2. Juni 1994 in Livingston County) war ein norwegischer Skilangläufer.

## Werdegang
Hegge, der für den Bardu Skilag startete, trat international erstmals im Jahr 1924 beim Holmenkollen-Skifestival in Erscheinung. Dort wurde er Zweiter über 50 km. Diese Platzierung über diese Distanz wiederholte er in den Jahren 1926 und 1928. Zudem wurde er in den Jahren 1926 und 1928 norwegischer Meister über 30 km. Bei den nordischen Skiweltmeisterschaften 1926 in Lahti errang er den zehnten Platz über 30 km und den vierten Platz über 50 km. Bei seiner ersten Olympiateilnahme 1928 in St. Moritz holte er die Silbermedaille über 18 km. Zudem lief er dort auf den fünften Platz über 50 km. Vier Jahre später wurde er bei seinen letzten internationalen Auftritt bei den Olympischen Winterspielen 1932 in Lake Placid Vierter über 50 km.